# ابن مصلح
هو محمد بن مصلح العامري الزهراني (1933-2016)، شاعر سعودي، اشتهر في الأوساط الشعبية بـ«ابن مصلح»، ولد في قرية بني سار في منطقة الباحة (جنوب غرب السعودية) عام 1351 هـ (1933)، ويعد واحداً من أشهر شعراء «العرضة الجنوبية» في المملكة العربية السعودية.

## قصائده
بدأت علاقة «ابن مصلح» مع الشعر في وقت مبكر في حياته، وانطلق من العرضة الجنوبية، وسرعان ما برز كشاعر له بصمة خاصة، رغم عدم تلقيه تعليماً نظامياً وامتاز بقصائده الحماسية، حتى انتشرت قصائده في أشرطة «الكاسيت» بين المهتمين بشعر العرضة. ارتبطت كثير من قصائد بمطلعه: «قال ابن مصلح أو ابن مصلح قال».
وارتبطت الكثير من قصائده في مدح قبيلته، وحضر بشخصيته الجادة في أذهان الكثير من محبي العرضة في منطقة الباحة. ويصفه شعراء العرضة الجنوبية بـ«المدرسة». واتصف شعره بالقوة والجزالة، ما اكسبه شهرة واسعة في منطقته. عاش حياته متفرغاً للشعر ولم يرتبط بوظيفة رسمية
وكان واحداً من أحد أكثر الأسماء حضوراً في حفلات «العرضة» التي تقام في مناطق عدة جنوب المملكة، وتعد أحد أنواع الفلكلور الشعبي الذي لا يزال يحضر في الحياة الاجتماعية في منطقتي الباحة وعسير. وشارك في كثير من المهرجانات كالجنادرية، وله أمسيات شعرية عدة

## وفاته
وبعد قرابة الستة عقود في ميادين الشعر والعرضة، ترك ابن مصلح المشاركة في العرضة الجنوبية بسبب مرضه الذي عانى منه في آواخر حياته، حتى توفي عام 2016 في منطقة الباحة، عن عمر ناهز 85 عاماً ودفن في مسقط رأسه.

## حفل التكريم
أقيم للشاعر الرمز حفل تكريم من جميع أبناء قبائل زهران ومن جميع محبيه في يوم الجمعة 11 ربيع الأول 1433 في قاعة الشموخ بمكة المكرمة.